# 百分浏览器
百分浏览器（英語：Cent Browser）是一款基于Chromium内核开发的网页浏览器，由中国大陆开发团队“百分工作室”（Cent Studio）开发。

## 历史
最早开发于2015年。2021年1月一度停止更新，2022年12月恢复更新。

## 功能
百分浏览器在Chrome的基础上进行了优化，包括原生内置超级拖拽、鼠标手势等。

## 缺陷
无内置的账号同步。